# Kommunales Energiemanagement
Kommunales Energiemanagement, kurz KEM, bezeichnet die verschiedenen Tätigkeiten und Initiativen, um den Energieverbrauch in kommunalen Gebäuden und innerhalb einer Kommune zu senken und durch regionale und dezentrale Erzeugung, insbesondere durch Erneuerbare Energie, sicherzustellen.

## Begriffsbestimmungen, nähere begriffliche Eingrenzungen
„Kommunales Energiemanagement ist der Ausdruck einer stärkeren gesellschaftspolitischen Gewichtung des Zieles der Energieeffizienz durch die Kommune (Kommunalparlament und Kommunalverwaltung). Es manifestiert sich in der Festlegung von Zielen in Bezug auf die rationelle Energieverwendung und die Emissionsvermeidung und in der Festlegung einer daran ausgerichteten Verwaltungsorganisation und Verfahrensorganisation. Vorhandene Aufgaben der Energiebewirtschaftung sind den veränderten Organisationsstrukturen neu zuzuordnen und sinnvoll zu integrieren.“

Neben Maßnahmen zur Senkung des Energieverbrauchs, z. B. durch Effizienz und Wärmedämmung, steht vor allem der Ausbau und die regionale Nutzung von erneuerbaren Energieträgern im Vordergrund.
Begrifflich kann zwischen strategischem und operativem Energiemanagement unterschieden werden. Beim strategischen Energiemanagement handelt es sich um langfristige Konzeptionen, die gebäudeübergreifend die energetische Strategie und Ausrichtung einer Kommune bestimmen. Praxisnah und auf konkrete Einzelobjekte bezogen kennzeichnet das operative Energiemanagement Untersuchungen und Maßnahmen zur messbaren Reduktion des jeweiligen Energieverbrauchs.

## Organisation und Praxis

### Durchführung, Umsetzung des Energiemanagements in Kommunen
In größeren Kommunen gibt es häufig einen kommunalen Energiebeauftragten, in Großstädten sind meist ganze Abteilungen mit dem Thema befasst, wogegen in kleineren Kommunen die Aufgaben häufig im Rahmen des allgemeinen Bauunterhalts mit erledigt werden. Aufgrund der geringeren fachlichen und finanziellen Möglichkeiten wird Energiemanagement in kleineren Kommunen häufig nur im geringen Ausmaß durchgeführt oder ist völlig anders organisiert. In kleinen Kommunen müssen wesentlich häufiger externe Dienstleister beauftragt und in das Energiemanagement integriert werden.

### Aufgaben des kommunalen Energiemanagements
Die Aufgabenbeschreibungen für das Energiemanagement sind sehr unterschiedlich.
Drei Einflussfaktoren beeinflussen die Nutzenergiebilanz von Gebäuden maßgeblich:
- Gebäudetechnische Einflussfaktoren wie Lage und Geometrie, Qualität der Gebäudehülle und Größe und Anordnung der Fenster und Türen sind größtenteils während der Planungsphase von Gebäuden anzugehen.
- Die Auswahl der Anlagentechnik und der Energieträger, sowie die Systemauswahl für Heizung, Lüftung, und Sanitärtechnik mit jeweiliger Regelungstechnik ergänzt den technischen Einflussbereich.
- Organisatorische Aufgaben, welche nutzerbedingt den Energieverbrauch mitbestimmen sind häufig kostengünstiger als technische Maßnahmen zu bewältigen, erfordern aber zeitintensive Wiederholungen, um dauerhaften Erfolg zu garantieren.

In einer weiten Fassung könnten folgende Tätigkeiten zum Energiemanagement gezählt werden:
- Verringerung des Energieverbrauchs in kommunalen Liegenschaften
- Optimierung von Straßenbeleuchtung und Ampelanlagen
- Energiebeschaffung: Vertragsmanagement, sofern keine eigenen Stadtwerke vorhanden
- Bürgerberatung zum Thema Energieeinsparung
- Bürgerbauberatung: Energiesparendes Bauen
- Aktionen im Rahmen der lokalen Agenda 21:
  - Werbung für Energieeinsparungen aller Art
  - Mitwirkung und Initiierung von Veranstaltungen zum Thema
  - Ausrufung von Energiesparwettbewerben (z. B. in Schulen)
- Bauleitplanung: Förderung von Energieeffizienz und regenerativen Energien
- Klimaschutz und CO2-Monitoring: Entwurf einer lokalen Klimaschutzstrategie

- Erneuerbare Energien:
  - Information und Förderung je nach regionalen Besonderheiten (Wind, Biomasse etc.)
  - Förderung von Photovoltaik im Allgemeinen
  - Initiierung von Bürgersolaranlagen.

### Reduzierung des Energieverbrauchs in kommunalen Liegenschaften
Die Gewichtung erfolgt überwiegend nach kommunalpolitischen Vorgaben oder aus Eigeninitiative der Beschäftigten. Nach einer engeren Auffassung gehören zum Energiemanagement vornehmlich die Verbrauchsreduzierung in den eigenen Liegenschaften. Darunter zählen im Allgemeinen folgende Tätigkeiten:
- Verbrauchskontrolle: Verbrauchserfassung, Witterungsbereinigung, Verbrauchsauswertung

- Energiebeschaffung: Überprüfung von Lieferverträgen, Energieeinkauf
- Gebäudeanalyse: Erfassung wichtiger Gebäudedaten, Ermittlung von Energiekennwerten, Grobdiagnose, Feindiagnose
- Betriebsführung von Anlagen: Betriebsüberwachung, Erarbeitung von Dienstanweisungen, Beratung und Kontrolle des Betriebspersonals
- Nutzungsoptimierung: optimale Belegung von Gebäuden, Anlagenbetrieb in Abhängigkeit von Art und Umfang der Belegung, Verschwendung vorbeugen (Sicherung von Bedienungseinrichtungen vor Verstellen durch Unbefugte)
- Schulung, Aufklärung, Berichterstattung: Schulung und Motivation des Betriebspersonals, Aufklärung und Motivation der Gebäudenutzer, Weiterbildung der Verwaltungsangestellten, Berichterstellung, Erfahrungsaustausch, Einholen von Feedback
- Planung von Einsparmaßnahmen: Erstellung von Prioritätenlisten, ökonomische und ökologische Bewertung, Sanierungsplanung, Finanzierungsplanung
- Begleitung investiver Maßnahmen: beraten, kontrollieren, optimieren.

## Vorteile des Ausbaus der Erneuerbaren Energien in Kommunen

### Vorteile
Der Ausbau der Erneuerbaren Energien wird von Kommunen aufgrund mehrerer Vorteile vorangetrieben:
- Größere Unabhängigkeit: Von konventionellen Energieversorgern und steigenden Preisen für Strom, Erdgas, Erdöl etc. Die Ausgaben für Energie bleiben zu einem großen Teil in der Region und fließen nicht ins Ausland ab.
- Finanzielle Einnahmen: Durch den Eigenbetrieb von Anlagen kann die Gemeinde oder ein lokales Stadtwerk Einnahmen und Gewinne erzielen. Im Fall von Bürgeranlagen profitieren die Einwohner direkt, bei Anlagen, die durch kommerzielle Investoren betrieben werden, kann die Gemeinde mit Gewerbesteuern rechnen
- Lokale Beschäftigung: Installation, Wartung und Betrieb Erneuerbarer-Energie-Anlagen bedeuten häufig Aufträge für lokale Betriebe wie z. B. Handwerker, Servicetechniker oder Rohstoffzulieferer.
- Imagegewinn: Erneuerbare Energien stehen für eine moderne, fortschrittliche Energieversorgung. Wettbewerbe wie die „Solarbundesliga“ zeigen die Innovationsfreudigkeit von Kommunen.
- Viele Gemeinden nutzen ihr Engagement im Bereich Erneuerbare Energien als Tourismus-Magnet. Das Bioenergiedorf Jühnde in Niedersachsen oder die Energielandschaft Morbach in Rheinland-Pfalz beispielsweise ziehen sehr viele Menschen an, die sich ein Bild davon machen wollen, wie sich eine Gemeinde energieautark machen kann.
- Neue Perspektiven für die Region: Da Erneuerbare-Energien-Projekte häufig in ländlichen Regionen realisiert werden, bedeutet die daraus resultierende wirtschaftliche Dynamik auch, dass junge Leute vor Ort verstärkt Perspektiven sehen und die Landflucht abnimmt.
- Planungshoheit: Besonders bei Photovoltaik-Freiflächenanlagen verfügen Kommunen über die zentrale Planungshoheit. Sie bestimmen den Rahmen der Umsetzung. Bürgermeister berichten von ihren Erfahrungen.

### Wertschöpfung vor Ort
Der dezentrale Ausbau Erneuerbarer Energien generiert in den deutschen Städten und Gemeinden eine Wertschöpfung von annähernd 6,8 Milliarden Euro, so das Institut für ökologische Wirtschaftsforschung (IÖW). Der flächendeckende und dezentrale Ausbau Erneuerbarer Energien in Deutschland ist für Kommunen umso profitabler, je mehr Anlagen, Betreibergesellschaften, Hersteller oder Zulieferer vor Ort angesiedelt sind. Kommunen jeder Größe können etwa durch Steuer- und Pachteinnahmen, Unternehmensgewinne und Arbeitsplätze sowie durch die Einsparung fossiler Brennstoffe bedeutende Wertschöpfung mittels dezentraler, erneuerbarer Energien erzielen, so die IÖW-Studie.
Albert Filbert, Vorstandsvorsitzender der HEAG Südhessische Energie AG mit Sitz in Darmstadt, bestätigt diesen Trend: „Die Regionen und Kommunen erkennen vermehrt die Bedeutung einer aktiven und weitschauenden Daseinsvorsorge, die den ökonomischen und ökologischen Interessen des Gemeinwesens am besten entspricht“, so Filbert. Ein verstärktes Engagement in den Bereichen Erneuerbare Energien und Energieeffizienz biete dabei die Chance zur Teilhabe am wirtschaftlichen Erfolg, zur Finanzierung wichtiger kommunaler Vorhaben und Haushaltsentlastung, zur Sicherung des Standortes, der Arbeitsplätze und der lokalen Wertschöpfung.
Doch nicht nur große Stadtwerke profitieren vom Umstieg auf Erneuerbare Energien, sondern aufgrund der dezentralen Struktur besonders auch der ländliche Raum. Das zeigt das Beispiel des Rhein-Hunsrück-Kreises in Rheinland-Pfalz. „1999 haben wir mit den Erneuerbaren Energien angefangen und sind seither nicht mehr zu bremsen“, berichtet Landrat Bertram Fleck (CDU). Heute decken in der Region 1500 regenerative Energieanlagen fast 60 Prozent des Strombedarfs. „In wenigen Jahren werden wir Stromexporteur sein und erwirtschaften dabei 14,6 Millionen Euro kommunale Wertschöpfung pro Jahr“, betont Fleck.

## Vorgehen und Problematik

### Controlling im Energiemanagement
Als zentrale Aufgabe bei der Optimierung der kommunalen Liegenschaften wird allgemein das Controlling angesehen. Klassischer Weise wird hierunter die Verbrauchserfassung in jeder Liegenschaft verstanden. Mindestens jährlich mit der Versorgerabrechnung, empfohlen wird bis zu 14-tägige Erfassung, werden die Verbrauchswerte mit dem Wert der Vorperiode verglichen und bei größeren Abweichungen nach möglichen Ursachen gesucht. Alle Verbräuche zur Raumheizung sind dabei als witterungsabhängig zu betrachten und zu bereinigen. Hierzu wird der Verbrauch auf die so genannte Gradtagszahl bezogen und ist als „Verbrauch pro Gradtag“ oder multipliziert mit dem langjährigen Gradtagszahlmittel als „bereinigter Durchschnittsverbrauch“ witterungsunabhängig und vergleichbar.
Typischerweise wird der bereinigte Durchschnittsverbrauch noch auf die beheizte Gebäudefläche bezogen und als Verbrauch kWh/m2a mit Tabellenwerten oder mit anderen Gebäuden verglichen. Dieser Vergleich der so genannten Flächenkennwerte wird häufig auch als „Benchmark“ bezeichnet.
Immer wieder entstehen mit diesem Verfahren sehr große Probleme, wenn zu unterschiedliche Liegenschaften verglichen werden. Selbst bei dem noch sehr vergleichbaren Betrieb in Schulen muss noch nach Schultyp, Baualtersklassen und technischen Details wie Art der Warmwasserversorgung oder Größe und Ausstattung von Turnhallen unterschieden werden. Häufig ist auch dann eine trennscharfe Einordnung des Verbrauchs in bestimmten Liegenschaften nicht möglich, Verbrauchsänderungen sind wenig signifikant und ergeben wenig Ansätze zur Realisierung von Einsparpotentialen.

### Einsatz technischer Systeme zur Unterstützung des Controllings: Energiedatenmanagement
Mit den Möglichkeiten heutiger EDV Systeme ist ein erweiterter Controllingansatz des Energiedatenmanagements entstanden. Entweder wird die Verbrauchserfassung mit automatischen, zu einem zentralen Computersystem vernetzten Verbrauchzählern (sogenannte Zählermanagementsysteme) sehr häufig bis hin zu minütlich durchgeführt und erlaubt die Aufnahme sogenannter Lastgänge. Oder es fällt auch die Beschränkung auf Energieverbräuche und es werden hochaufgelöste Betriebsdaten aller größeren Anlagen wie Vorlauf- oder Raumtemperaturen aufgezeichnet. Technisch wird dies direkt von den Heizungsreglern vernetzt zu einer sogenannten Gebäudeleittechnik (Glt) durchgeführt, da hier alle Messgrößen aus den Anlagen für die Regelungsaufgabe bereits vorliegen. Je dichter hierbei die Anlagendaten erfasst werden, desto einfacher und schneller ist eine Überprüfung der üblichen Optimierungsdefizite wie genaue Einstellung von Absenkzeiten und Heizkurven.

## Geschichte
Nach den Ölkrisen der Jahre 1973/1974 und 1979/1980 entstand schrittweise die Forderung nach einer „rationellen Energieverwendung“ und markierte auch die Geburtsstunde des „kommunalen Energiemanagements“ (KEM). Mit der Popularität der Umweltbewegung in den 1990er Jahren wurden umwelt- und klimapolitische Ziele auch Gegenstand der Kommunalpolitik. Das kommunale Energiemanagement avancierte zum Instrument des Klimaschutzes und der CO2 Vermeidung.
Besonders in jüngster Vergangenheit entsteht durch steigende Energiepreise, die verschärfte Klimadiskussion und die desolate finanzielle Lage einer beträchtlichen Anzahl an kommunalen Haushalten in Deutschland ein weiterer Bedeutungsgewinn für das kommunale Energiemanagement.

## Erfolgsbeispiele
Im ländlichen Raum gibt es zahlreiche Kommunen, die sich als Bioenergiedorf eine unabhängige Energieversorgung durch Erneuerbare Energie aufgebaut haben. Mithilfe von Bioenergie, Windkraft und Solarenergie decken diese Kommunen zum Teil mehr als 100 Prozent ihres Strom-, Wärme- und Treibstoffverbrauchs, sind also Netto-Energieexporteure. Die ersten Bioenergiedörfer waren Jühnde und Mauenheim (2006), zahlreiche weitere Kommunen nutzen stark erneuerbare Energien, so z. B. Freiamt, Güssing, Mertingen, Ostritz u. a.
Auch Städte wie Prenzlau, Bürstadt, Emden, Heidelberg und Bonn setzen verstärkt und erfolgreich auf regionale und dezentrale Energieversorgung aus erneuerbaren Energien.